# Moya Brennan

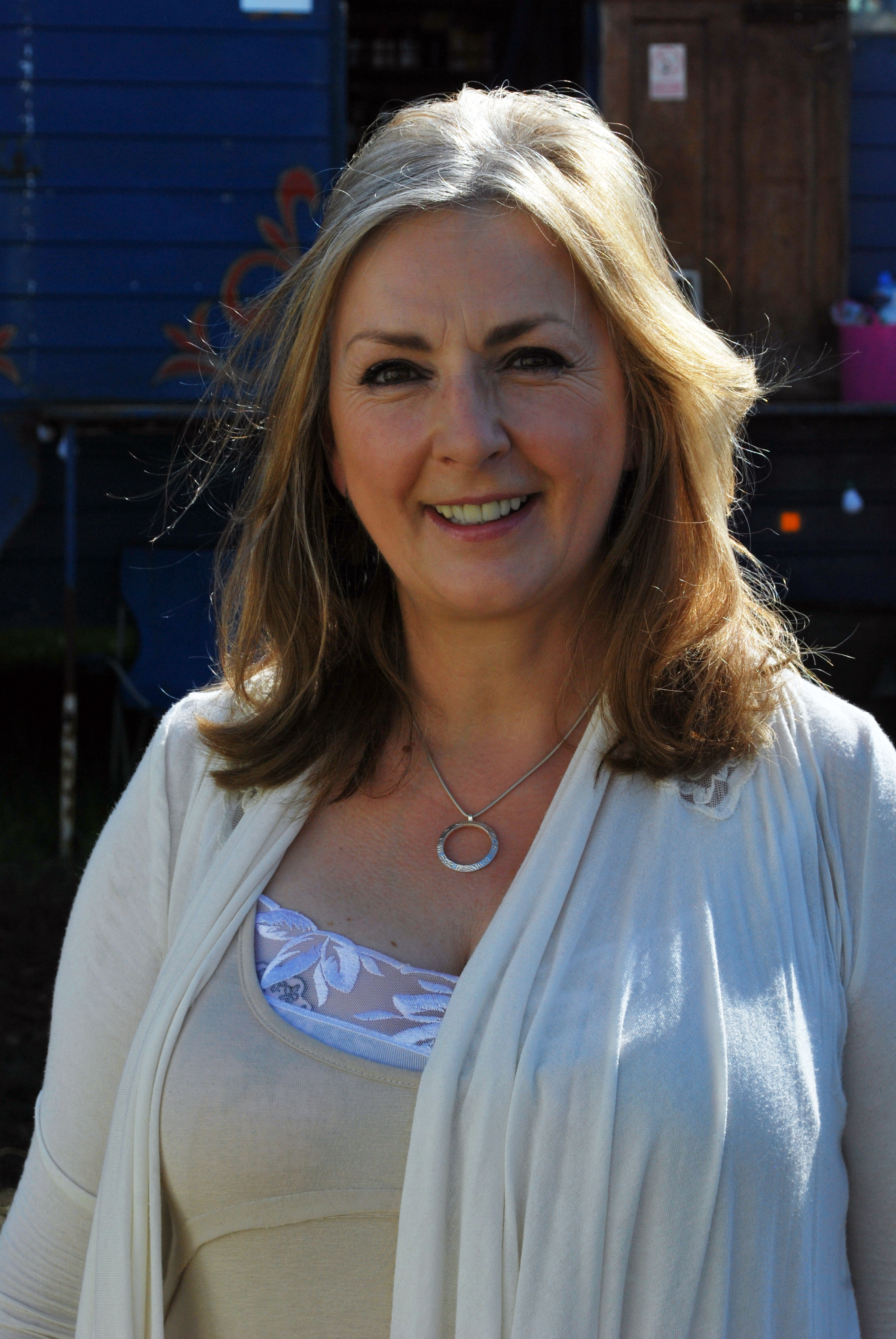
Moya Brennan (2011)

Máire Philomena Ní Bhraonáin (irisch [mˠaːrʲə nʲiː vɾˠiːn̪ˠaːn], englisch Máire oder Moya Brennan genannt; * 4. August 1952 in Gweedore, Irland) ist eine irische Sängerin, Harfenistin und Songwriterin.

## Leben
Moya Brennan ist das älteste der neun Kinder der Eheleute Máire geborene Dhúgáin, einer Musiklehrerin, und Leo Brennan, eines Berufsmusikers. Eine ihrer Schwestern ist bekannt unter dem Künstlernamen Enya.
Moya Brennan wuchs im nordwestirischen County Donegal auf, in dem die irische Sprache noch verbreitet gesprochen wird. Sie studierte an der Royal Irish Academy of Music in Dublin Harfe, Klavier und Gesang und unterrichtete Musik am Holy Cross College in Falcarragh.
Brennan ist Mitglied der irischen Musikgruppe Clannad, deren Besetzung sich vollständig aus Familienangehörigen rekrutiert und zu deren Besetzung zeitweise auch ihre Schwester Enya gehörte. Nach langjähriger musikalischer Mitwirkung bei Clannad veröffentlichte Moya 1992 bei Atlantic Records ihr erstes Soloalbum unter dem Titel Máire. Misty Eyed Adventures bei BMG folgte zwei Jahre später. 1995 sang sie im Duett mit Shane MacGowan, dem ehemaligen Frontmann der Pogues, die Ballade You’re the One. 1998 erschien Perfect Time bei Word Records. Whisper to the Wild Water folgte ein Jahr später. Das Album war 2001 für einen Grammy Award im Bereich New Age nominiert.
2000 erschien ihre Autobiographie The Other Side of The Rainbow zunächst nur in englischer Sprache, dann auch unter dem Titel Mein irisches Leben auf Deutsch. Seit 2003 nennt sie sich Moya Brennan, da es häufig zu Missverständnissen bei der Aussprache gekommen war. Ihr Album Two Horizons erschien 2003 bei Universal und war ebenfalls für einen Grammy Award im Bereich New Age nominiert. 2005 erschien mit An Irish Christmas ein Album mit Weihnachtsliedern. Das 2006 veröffentlichte Album Signature nimmt in vielen Liedern Bezug auf Moya Brennans Lebensweg.
Des Weiteren sang sie für das Musikprojekt Schiller die Songs Miles and Miles und Falling, die auf dem 2005 veröffentlichten Studioalbum Tag und Nacht (Titel Nr. 6 und 13) erschienen und mit denen sie Schiller auch live begleitete.
2004 kam es zu einer Zusammenarbeit mit Hans Zimmer bei der Musik zu dem US-amerikanischen Film King Arthur. Am 20. August 2005 trat Brennan gemeinsam mit Papst Benedikt XVI. beim Weltjugendtag in Köln im Rahmen des Vigil-Gebets vor einem Millionenpublikum auf. Außerdem engagiert sie sich als Botschafterin für die Christoffel-Blindenmission.
Moya Brennan ist außerdem Mitglied der seit 2009 bestehenden Musikgruppe „T with the Maggies“, zusammen mit Tríona und Maighread Ní Dhomhnaill sowie Mairéad Ní Mhaonaigh.
Das Album Timeless (2019) zusammen mit Cormac de Barra enthält sieben neue Songs (fünf in irischer Sprache), zwei Traditionals und eine Coverversion von Christine McVie's Songbird.

## Diskografie
- 1992: Máire
- 1994: Misty Eyed Adventures
- 1998: Perfect Time
- 1999: Whisper To The Wild Water
- 2003: Two Horizons
- 2005: An Irish Christmas
- 2005: Óro
- 2006: Signature
- 2008: Heart Strings
- 2011: Voices & Harps
- 2013: Affinity (mit Cormac de Barra)
- 2017: Canvas
- 2019: Timeless (mit Cormac de Barra)

## Kooperationen
- 1990 „Put’em Under Pressure“ mit Irish Football Squad
- 1993 „Dreamfields“ mit Runrig
- 1993 „Come into my life“ mit Robert Plant
- 1995 „Lumen“ mit Michael O’Suillebhean/Brian Kennedy
- 1995 „Divine Presence“ mit Iona
- 1995 „You’re the One“ mit Shane MacGowan
- 1997 „Come Josephine, In My Flying Machine“ mit James Horner im Film Titanic
- 1999 „Silent Night, Lullabies“ mit The Chieftains
- 1999 „The Call of the Wild“ mit Alan Parsons
- 1999 „Saltwater“ mit Chicane
- 1999 Don’t Give Up (Peter-Gabriel- und Kate-Bush-Cover, Duett mit Michael McDonald mit umgekehrten Geschlechter-Rollen des Liedes auf dem christlichen Album Streams)
- 2000 „Fairytale of New York“ mit Ronan Keating
- 2004 „Tell me now (What you see)“ mit Hans Zimmer im Film King Arthur (2004)
- 2005 „I’ll See You“ mit Delirious?
- 2005 „Miles and Miles“ & „Falling“ mit Schiller
- 2011 „Morning Star“ mit Roger Shah
- 2020 „Rivers“ mit Trance Wax

## Schriften
- Máire Brennan, Angela Little: Mein irisches Leben – Die Autobiografie der Sängerin von „Clannad“. Brunnen-Verlag: Basel und Gießen, 2001, ISBN 3-7655-5864-8